# Davide Simon Mazzoli
Davide Simon Mazzoli (Milano, 15 ottobre 1980) è un direttore artistico, autore televisivo, scrittore e regista italiano naturalizzato statunitense.

## Biografia
Ha iniziato la sua carriera nel 1984 come valletto di Mike Bongiorno in trasmissioni come Superflash, Pentatlon e TeleMike. Alla fine degli anni '90 inizia a lavorare nell'azienda di famiglia, costruttrice di parchi a tema, hotel resort e casinò. In questo periodo partecipa alla produzione di vari grandi progetti, tra i quali Fantasy Kingdom di Gardaland, il mini parco del Benetton Megastore e altre grandi attrazioni sparse in tutto il mondo, in qualità di scenografo, scultore e direttore artistico.
Nel 2003 inizia la sua esperienza come autore televisivo e, in questo periodo, collabora alla realizzazione di vari format per Mediaset, Sky, MTV, AliceTV e Cinecittà Entertainment. Nel 2004 firma un format della prima serata di Rete4, prodotto da Mediaset e Cinecittà Entertainment.
Mazzoli, nel corso degli anni, ha collaborato anche con Fondazione Prada, in qualità di direttore artistico e produttore delle opere Synchro System (Upside Down Mushroom Room), dell'artista Carsten Höller e Turn Into Me di Nathalie Djurberg, Leone d'argento alla Biennale di Venezia.
Nel 2011, insieme al cugino Marco Mazzoli di Radio 105, scrive il romanzo Radio-grafia di un Dj che non piace, edito da Rizzoli. Nel 2012 pubblica con Tre60, il nuovo marchio TEA del Gruppo editoriale Mauri Spagnol, il thriller dal titolo Lo Specchio del Male, inserito fra i cinque thriller consigliati come lettura estiva 2012 e tra i migliori cinque titoli per Natale 2014 dal sito internet di Panorama.

Mazzoli (a destra) valletto di Mike Bongiorno a Telemike (1987)

Il 27 novembre del 2012, sempre con suo cugino Marco, pubblica con Mondadori il libro Non mollare mai! - Sfighe e rivincite dello Zoo di 105.
Il 29 novembre del 2013 pubblica con Sperling & Kupfer il primo libro della saga "Le Terre Magiche di Midendhil" dal titolo "la Missione dell'Ultimo Custode", pubblicato anche in Bulgaria,Brasile e Stati Uniti. Il mondo di Midendhil si sviluppa attraverso un sito web ed altri progetti. Il progetto Midendhil è partner del Programma Alimentare Mondiale delle Nazioni Unite. Dal romanzo di Midendhil è stato tratto il nuovo grande night show di Mirabilandia, scritto e diretto da Davide Simon Mazzoli.
Nel 2015 scrive, produce e dirige il lungometraggio On Air - Storia di un successo, film tratto dal romanzo Radio-grafia di un Dj che non piace. Il film, distribuito da Medusa Film, è stato sceneggiato dallo stesso Mazzoli e da Ugo Chiti.

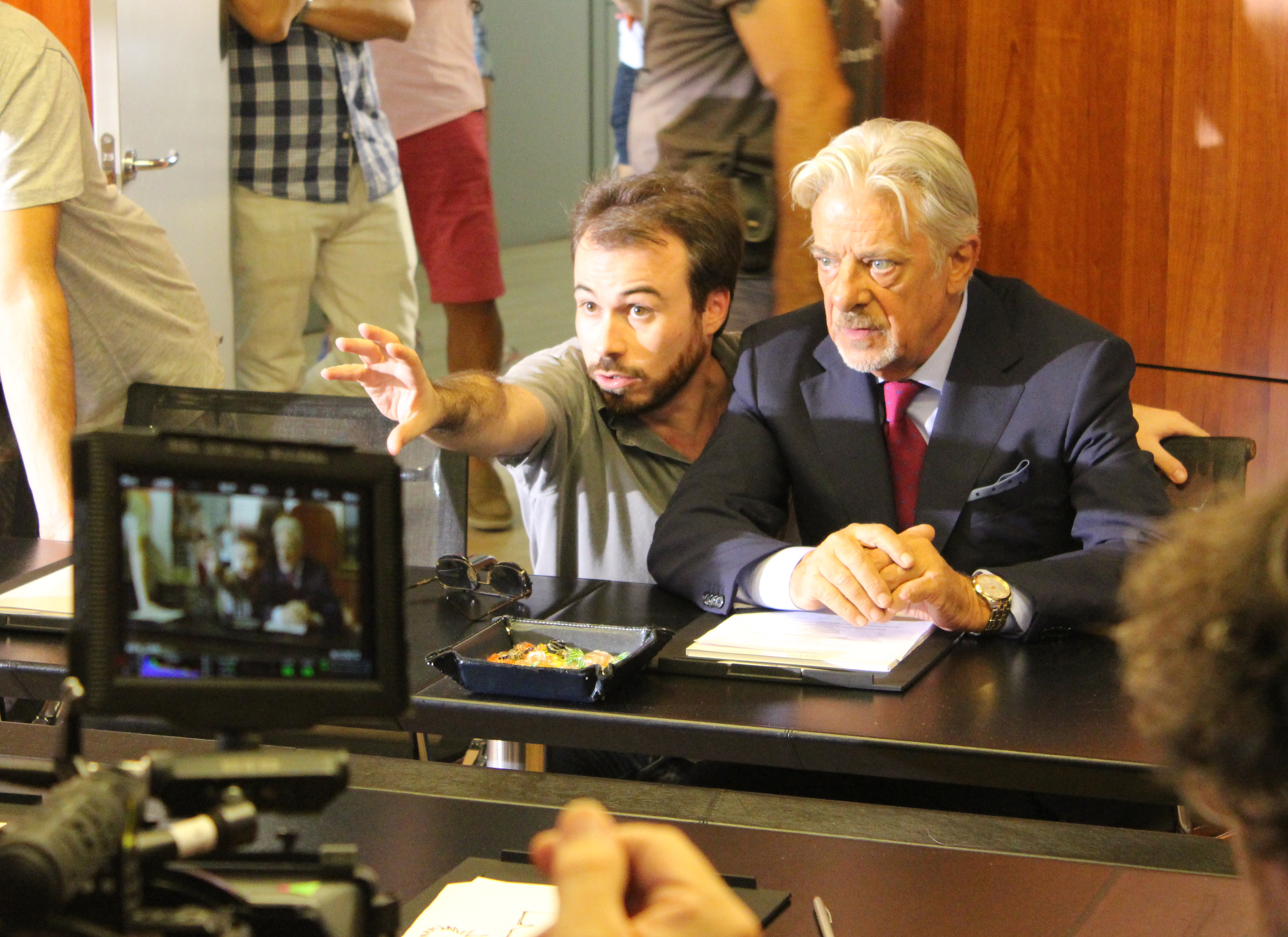
Davide Simon Mazzoli directs Giancarlo Giannini

Nel luglio 2016 vince con  On Air - Storia di un successo il premio Miglior Regia della 13ª edizione del Magna Graecia Film Festival. Nel 2021 torna in libreria con il romanzo thriller Uccidi il Male, edito da La Corte Editore. 
Il 28 febbraio 2023 torna a pubblicare un libro insieme al cugino Marco, intitolato Otto c***o di storie ed edito da Mondadori. È inoltre promotore del Mazzoliverse: il metaverso presente sulla piattaforma The Nemesis, su cui è stato messo in onda il suo nuovo format TV Fight Back: sfida fino all'ultima parola, prodotto da Visionaria Film e condotto da suo cugino Marco Mazzoli, Paolo Noise e Fabio Alisei, con la partecipazione straordinaria di Stefano Chiodaroli.
Vive attualmente a Orlando con la moglie Alice e i figli Leonardo e Alexander.

## Romanzi
- 2001 - Nessuno può Chiamarlo Ulisse, Editrice Nuovi Autori
- 2011 - Radiografia di un dj che non piace (scritto insieme a Marco Mazzoli), Rizzoli
- 2012 - Lo specchio del Male , Tre60 - Gruppo Editoriale Mauri Spagnol
- 2012 - Non mollare mai - Sfighe e rivincite dello Zoo di 105 (scritto insieme a Marco Mazzoli), Mondadori
- 2013 - Le Terre Magiche di Midendhil - La missione dell'Ultimo Custode, Sperling & Kupfer
- 2014 - Le Terre Magiche di Midendhil - Мисията на последния пазител, Egmont
- 2016 - As Terras Mágicas de Midendhil - A Missão do Último Guardião,Editora Benvirà
- 2021 - Uccidi il Male, La Corte Editore
- 2022 - The Magical Lands of Midendhil - The mission of the Last Keeper, W.Brand Publishing
- 2023 - Otto ..... di storie (scritto insieme a Marco Mazzoli), Mondadori

## Televisione
Ha collaborato a vari pilota e serie TV. Tra questi "Psyco delitti per gioco" ideato, scritto e diretto da Davide Simon Mazzoli. Prodotto da Cinecittà e Mediaset, prima serata di Rete 4, interpretata da Remo Girone.
Nel 2015 fonda la società Bic Format, azienda creatrice del format Eei Eei Ooh, dal quale viene prodotto ¡Vaya fauna! per Telecinco.

## Cinema
- Raul - Diritto di uccidere (2005) - Aiuto regista di Andrea Bolognini
- On Air - Storia di un Successo (2016) - Sceneggiatore, regista e produttore

## Premi e riconoscimenti
- 2004 - Finalista al Premio Tedeschi per il romanzo I Segreti del Buio.
- 2016 - Premio come miglior Regia alla 13ª edizione del Magna Graecia Film Festival, per il film On Air - Storia di un Successo